# رئیس‌جمهور فلسطین
رئیس‌جمهور فلسطین (عربی: رئیس دولة فلسطین) رئیس کشور فلسطین است. یاسر عرفات در سال ۱۹۸۹، یک سال پس از بیانیه استقلال فلسطین، نخستین رئیس‌جمهور فلسطین شد. این عنوان در اصل به صورت دفاکتو، عنوانی در موازات رئیس تشکیلات خودگردان فلسطین بود. هر دو سمت از سال ۱۹۹۴ بر عهده عرفات بود و تا زمان مرگ او در نوامبر ۲۰۰۴ ادامه یافت و توسط جانشین او محمود عباس به عهده گرفته شد. در ژانویه ۲۰۰۵، شورای مرکزی فلسطین از عباس خواست تا وظایف رئیس‌جمهور فلسطین را انجام دهد و در نوامبر ۲۰۰۸، ادامه کار عباس را به عنوان رئیس‌جمهور فلسطین تصویب کرد. از سال ۲۰۱۳، این عنوان، تنها، عنوان رئیس‌جمهور فلسطین شد.

## تاریخچه

### عنوان
در ۱۵ نوامبر ۱۹۸۸، سازمان آزادی‌بخش فلسطین، تشکیل فلسطین را اعلام کرد. یاسر عرفات، رئیس سازمان آزادی‌بخش فلسطین، عنوان رئیس‌جمهور فلسطین را بر عهده گرفت. سازمان ملل متحد، ساف را به عنوان نماینده مردم فلسطین به رسمیت شناخت. ساف، مجلس ملی فلسطین و یک دولت در تبعید را تأسیس کرد که هر دو نماینده مردم فلسطینی در سراسر جهان بودند.

### تشکیلات خودگردان فلسطین
پیمان اسلو، مجلس قانون‌گذاری فلسطین و تشکیلات خودگردان فلسطین را به صورت موازی ایجاد کرد که هر دو نماینده فلسطینیان در فلسطین بودند. از سال ۱۹۹۴، عرفات، عنوان رئیس تشکیلات خودگردان فلسطین را به عهده گرفت که با انتخابات ریاست‌جمهوری ۱۹۹۶ فلسطین تثبیت شد. از آن زمان، هر دو منصب (رئیس‌جمهور فلسطین و رئیس تشکیلات خودگردان فلسطین) به‌طور همزمان توسط یک شخص اداره می‌شود.

### بعد از ۲۰۱۳
در سال ۲۰۱۲، سازمان ملل متحد، فلسطین را به عنوان کشور ناظر غیرعضو به رسمیت شناخت، اما این امر وظیفه رئیس تشکیلات خودگردان فلسطین را لغو نکرد، زیرا این منصب بر پایه پیمان اسلو ایجاد شده است.

## انتخابات
برخلاف رئیس تشکیلات خودگردان فلسطین، مقام ریاست دولت فلسطین، با انتخابات دموکراتیک انتخاب نمی‌شود، بلکه توسط شورای مرکزی فلسطین تحت کنترل ساف منصوب می‌شود. در سال ۱۹۸۹، شورای مرکزی، عرفات را به عنوان نخستین رئیس‌جمهور فلسطین انتخاب کرد. در آن زمان، ساف که او را انتخاب کرد، توسط خود عرفات رهبری می‌شد. پس از مرگ عرفات در نوامبر ۲۰۰۴، این منصب خالی بود. در مه ۲۰۰۵، چهار ماه پس از انتخاب عباس به عنوان رئیس تشکیلات خودگردان فلسطین، شورای مرکزی، از عباس خواست تا به عنوان رئیس‌جمهور فلسطین آغاز به کار کند. در ۲۳ نوامبر ۲۰۰۸، شورای مرکزی، با انتخاب عباس به عنوان رئیس‌جمهور فلسطین، این انتصاب را رسمی کرد. ارگان‌های ساف که در سال‌های ۲۰۰۵ و ۲۰۰۸، عباس را منصوب کردند، توسط خود عباس رهبری می‌شوند.

### یاسر عرفات
در ۱۵ نوامبر ۱۹۸۸، یاسر عرفات، رئیس نمادین دولت اعلام شده فلسطین توسط سازمان آزادی‌بخش فلسطین شد که در ۲ آوریل ۱۹۸۹، رسمیت یافت. همچنین در سال ۱۹۹۴، او در مراسم تحلیف رسمی تشکیلات خودگردان فلسطین در ۵ ژوئیه، رئیس تشکیلات خودگردان فلسطین شد.

## فهرست رئیس‌جمهورها (۱۹۸۹–اکنون)
| شماره | تصویر      | نام (تولد–مرگ)               | دوره           | دوره             | دوره            | حزب سیاسی | انتخابات | منبع        |
| شماره | تصویر      | نام (تولد–مرگ)               | آغاز کار       | پایان کار        | مدت             | حزب سیاسی | انتخابات | منبع        |
| ----- | ---------- | ---------------------------- | -------------- | ---------------- | --------------- | --------- | -------- | ----------- |
| ۱     | یاسر عرفات | یاسر عرفات (۲۰۰۴–۱۹۲۹)       | ۲ آوریل ۱۹۸۹   | ۱۱ نوامبر ۲۰۰۴ † | ۱۵ سال، ۲۲۳ روز | فتح       | ۱۹۹۶     | [ ۳ ] [ ۵ ] |
| –     | روحی فتوح  | روحی فتوح (زادهٔ ۱۹۴۸) سرپرست | ۱۱ نوامبر ۲۰۰۴ | ۱۵ ژانویه ۲۰۰۵   | ۶۵ روز          | فتح       | –        | –           |
| ۲     | محمود عباس | محمود عباس (زادهٔ ۱۹۳۵)       | ۱۵ ژانویه ۲۰۰۵ | متصدی            | ۲۰ سال، ۱۹۲ روز | فتح       | ۲۰۰۵     | [ ۷ ]       |